# Jardín Etnobotánico Comunitario ECOSUR
El Jardín Etnobotánico Comunitario ECOSUR es un jardín botánico de unas 4,4 hectáreas de extensión que alberga especies vegetales de diferentes zonas bioclimáticas de Chiapas que se encuentra en el El Colegio de la Frontera Sur (ECOSUR) en San Cristóbal de las Casas en el estado de Chiapas, México.
Tiene lazos de cooperación con el Latin American Ethnobotanical Garden de la Universidad de Georgia, Estados Unidos.

## Localización
Jardín Etnobotánico Comunitario ECOSUR, Centro Público de Investigación CONACYT San Cristóbal de las Casas, Chiapas, 29200México. 
Planos y vistas satelitales.16°44′12″N 92°38′18″O / 16.73667, -92.63833
- Promedio anual de lluvias: 2 800 mm
- Altitud: 530.00 m s. n. m.

## Historia
Este proyecto de jardín de hermanamiento entre los investigadores de El Colegio de la Frontera Sur (ECOSUR) y la Universidad de Georgia fue el primero de los establecidos. Surgió como una colaboración a largo plazo, presentado en un primer momento las directrices a seguir en la elaboración tanto del herbario como de las instalaciones de la biblioteca de ECOSUR. 
El jardín se utiliza ampliamente como un recurso educativo en la comunidad de San Cristóbal de las Casas, donde se encuentra ECOSUR. Regularmente, los grupos escolares y comunitarios visitan ECOSUR para recorrer el jardín y aprender más acerca de los usos de las plantas medicinales. 
El jardín también ha despertado gran interés entre las comunidades periféricas que han llegado a establecer sus propios jardines, facilitando el intercambio y la conservación de las plantas medicinales y el conocimiento de sus usos.
Ocho cooperativas jardines comunitarios etnobotánicos se han establecido en los Altos de Chiapas, como parte de los esfuerzos para promover y mantener el conocimiento tradicional de las plantas medicinales. 
En los inventarios de especies de tres de los jardines plenamente establecidos hay como promedio 324 especies en 103 familias botánicas. Estos jardines son de gran importancia en la promoción y mantenimiento de los conocimientos tradicionales de los remedios a base de hierbas de las poblaciones de los Mayas.

## Colecciones
En este jardín botánico se cultivan más de 100 accesiones de plantas medicinales de importancia etnobotánica a los pueblos indígenas tseltales y tsotsiles de Chiapas (México). 
Las plantas que se muestran en este jardín botánico están perfectamente identificadas con su nombre científico, la familia, el nombre vulgar, el hábitat y su uso.
Las plantas, árboles y arbustos, se muestran agrupadas según diferentes biotopos.
El equipo del jardín botánico realiza estudios etnobotánicos en comunidades indígenas y campesinas del estado.